# Baby (powiat Piotrkowski)
Baby is een plaats in het Poolse district  Piotrkowski, woiwodschap Łódź. De plaats maakt deel uit van de gemeente Moszczenica en telt 799 inwoners. Hier vond op vrijdag 12 augustus 2011 's middags om 16.15 uur een omvangrijk spoorongeluk plaats, waarbij de trein van Warschau naar Katowice ontspoorde. Gevolg: ten minste één dode en 84 gewonden, waarvan een aantal zwaargewond.